# Marie de Bourbon, comtesse de Soissons

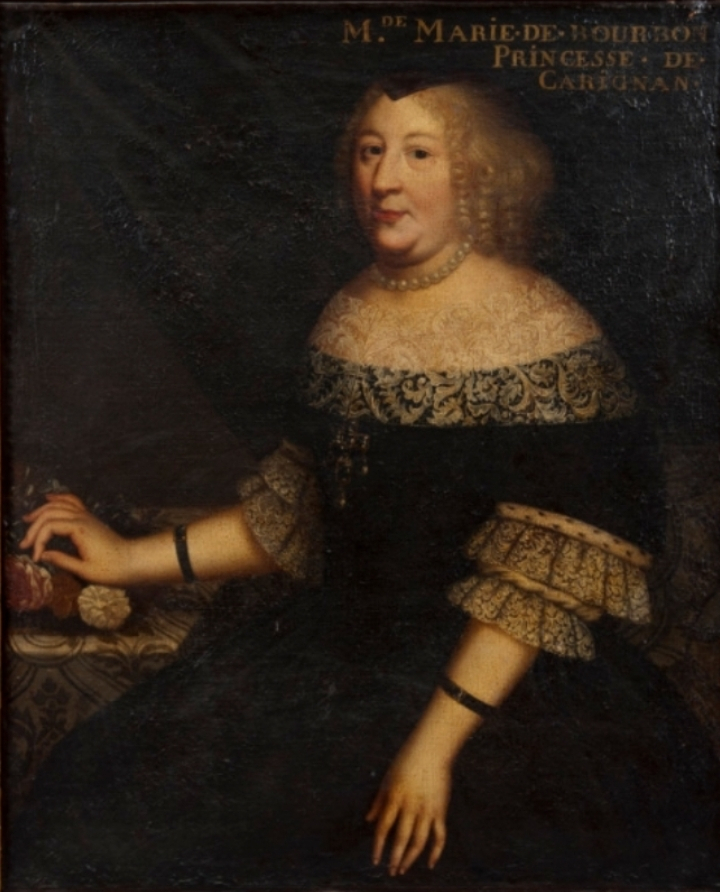
Porträt von Marie de Bourbon-Soissons, Princesse de Carignan, Anonym, 1656

Marie de Bourbon (* 3. Mai 1606 im Hôtel de Soissons, Paris; † 3. Juni 1692 ebenda) war eine französische Aristokratin aus dem Zweig Soissons der Familie Bourbon-Condé.

## Leben
Marie de Bourbon war die zweite Tochter von Charles de Bourbon, Comte de Soissons, und Anne de Montafié. Sie war eine Schwester von Louise de Bourbon, Duchesse de Longueville. Sie wurde in die Abtei Fontevraud im Anjou gegeben, wo sie am 3. April 1610 eingekleidet wurde. Einige Zeit später wurde sie zur Koadjutorin der Äbtissin Louise de Bourbon-Lavedan ernannt. Da sie den Profess nicht ablegte, konnte sie 1624 die Abtei verlassen.
Mit Ehevertrag vom 6. Januar 1625 und persönlich am 14. April 1625 wurde Marie mit Thomas Franz von Savoyen (* 21. Dezember 1596) verheiratet, dem neunten Kind von Karl Emanuel I., Herzog von Savoyen, und Katharina Michaela von Spanien; er war seit 1621 Marquis und wurde dann Prince de Carignan.
Durch den Tod ihres Bruders Louis am 6. Juli 1641 in der Schlacht von La Marfée wurde sie Comtesse de Soissons aus eigenem Recht und Pair de France, so dass sie den Titel an ihre Nachkommen weitergeben konnte.
Thomas Franz von Savoyen wurde 1654 zum Großmeister von Frankreich ernannt und ersetzte dabei den zum Tode verurteilten Prince de Condé. Er starb am 22. Januar 1656 in Turin und wurde in der dortigen Kathedrale bestattet.
Marie de Bourbon überlebte ihn um 36 Jahre und starb am 3. Juni 1692 im Hôtel de Soissons in Paris, in dem sie auch geboren war, und wurde in der Chartreuse d’Aubevoye bestattet. 1688 war sie noch zur Gräfin von Clermont-en-Beauvaisis ernannt worden.

## Nachkommen
Marie de Bourbon und Thomas Franz von Savoyen hatten sieben Kinder:
- Christine Charlotte (* 27. April 1626; † 22. Oktober 1626)
- Luise Christine (* 1. August 1627; † 7. Juli 1689); ⚭ (Ehevertrag 15. März 1654) Ferdinand Maximilian von Baden-Baden († 4. November 1669)
- Emanuel Philibert Amadeus (* 20. August 1628; † 21. April 1709), Prince de Carignan; ⚭ 10. Oktober (oder 7. November) 1684 Maria Angela Caterina d’Este (* 1. März 1656; † 16. Juli 1722), Tochter von Borso d’Este, Herzog von Modena, Reggio und Carpi
- Joseph Emanuel (* 24. Juni 1631; † 5. Januar 1656), Comte de Soissons
- Amadeus (1629–1629)
- Eugen Moritz (* 2. Mai 1633; † 7. Juni 1673), 1637/51 Domherr in Köln, tritt zurück und wird Comte de Soissons et de Dreux, Gouverneur der Champagne; ⚭ 21. Februar 1657 Olympia Mancini (* 1639/40; † 9. Oktober 1708), Tochter von Don Michele Lorenzo Mancini und Girolama Mazzarino, Nichte des Kardinals Mazarin
- Ferdinand (* 1634; † 8. Juli 1637).

Der älteste Sohn Emanuel Philibert Amadeus ging zurück nach Italien und wurde der Stammvater der Könige von Sardinien (1831) und Italien. Die übrigen Kinder Marie de Bourbons blieben in Frankreich. Luise Christine ist die Mutter des Feldherrn Ludwig Wilhelm von Baden-Baden, genannt Türkenlouis, Eugen Moritz der Vater des Feldherrn Prinz Eugen von Savoyen, die beide im Hôtel de Soisson in Paris geboren wurden.